# Cheumatopsyche hoenei
Cheumatopsyche hoenei är en nattsländeart som beskrevs av Schmid 1965. Cheumatopsyche hoenei ingår i släktet Cheumatopsyche och familjen ryssjenattsländor. Inga underarter finns listade i Catalogue of Life.